# 11-бета-гідроксистероїддегідрогенази

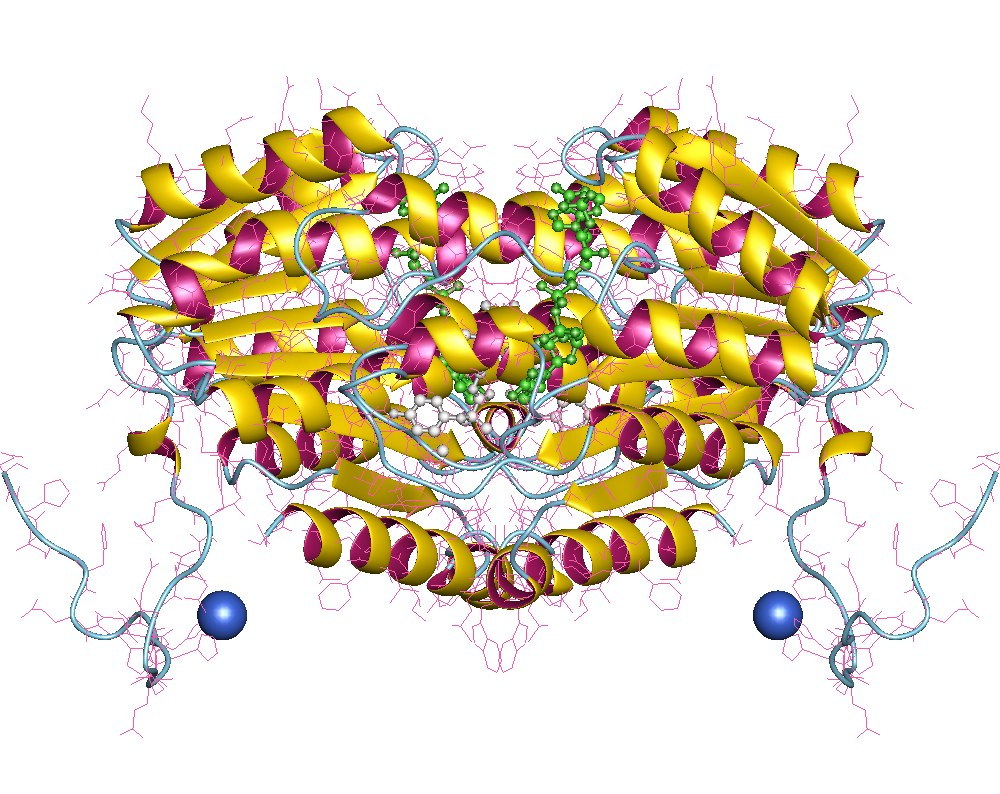
11-beta-hydroxysteroid dehydrogenase dimer, Human.

11-бета-гідроксистероїддегідрогенази (11β-HSD) — двоє ферментів людини, що каталізують перетворення кортизолу в кортизон і зворотньо, тим самим регулюючи силу впливу глюкокортикоїдів на стероїдні рецептори.
У людському геномі існують два гени, що кодують дві різні ізоформи ферменту — HSD11B1 і HSD11B2.
11β-HSD-2 деактивує кортизол в нирках. Кортизол діє на ті ж рецептори, що і альдостерон, і за відсутності 11β-HSD-2 надмірна дія призводить до проявів, що дублюють прояви гіперальдостеронізму: гіпокаліємії і сильного підвищення тиску. Назва цього розладу — синдром удаваного надлишку мінералокортикоїдів.
Великі дози гліциризованої і гліциритинової кислот в екстракті локриці можуть інгібувати 11β-HSD-2, також приводячи до псевдогіперальдостеронізму.